# ساندي (بوظة)
الساندي (بالإنجليزية: Sundae) هي حلوى مثلجة من أصل أمريكي تتكون عادةً من كرة أو أكثر من الآيس كريم مغطاة بصلصة حلوة أو شراب مع إضافات أخرى مثل الرشات، الكريمة المخفوقة، المارشميلو، الفول السوداني، الكرز الماراشينو، أو فواكه أخرى (مثل الموز والأناناس في طبق الساندويش بالموز).

## أصل الكلمة
أول استخدام مسجل لكلمة "Sunday" في قاموس أكسفورد الإنجليزي كان في إعلان في إيثاكا، نيويورك، بتاريخ 5 أبريل 1892. يشير الدليل إلى أن استخدام كلمة "Sunday" للإشارة إلى طبق آيس كريم من هذا النوع يعود إلى تشيستر سي. بلات (1869–1934)، صاحب صيدلية بلات وكولت في إيثاكا، نيويورك، الذي يُقال إنه قدم هذا الطبق بعد خدمة الكنيسة يوم الأحد 3 أبريل 1892. تُظهر رسالة من محامي براءات الاختراع بتاريخ 24 مارس 1894 أن بلات طلب نصيحة بشأن حماية علامته التجارية لاستخدام "Sunday" في مستجدات الآيس كريم في وقت قريب من ذلك.
أما إعادة تهجئة الكلمة إلى "sundae"، فقد تكون ناتجة عن تلك الحماية للعلامة التجارية. السبب وراء إعادة التهجئة غير مؤكد: قد يكون ذلك نتيجة لمحاولة من قبل تجار آخرين لتجنب انتهاك محتمل للعلامة التجارية؛ أو قد يكون رد فعل على الدلالات الدينية ليوم الأحد باعتباره يوم الامتناع؛ أو قد يكون ببساطة كان يهدف لجذب الانتباه.

## التاريخ
من بين العديد من القصص حول اختراع الساندويش، هناك موضوع متكرر وهو أن الساندويش كان نسخة معدلة من صودا الآيس كريم الشهيرة. وفقًا لرواية نُشرت بواسطة مكتبة إيفانستون العامة في ولاية إلينوي، كان يُحظر بيع الصودا يوم الأحد في إلينوي بسبب اعتبارها "مبالغ فيها" أو "مكلفة" بالنسبة لبعض الأذواق. بعض القصص الأخرى حول أصل الساندويش تركز على ابتكار الحلوى أو اسم المخترع دون ذكر أي ضغوط قانونية.
سرعان ما أصبح ساندويش الآيس كريم الحلوى شبه الرسمية في محطات الصودا في عطلة نهاية الأسبوع في بداية القرن العشرين، واكتسب شعبية بسرعة. في مجلة **Ice Cream Trade Journal** لعام 1909، تم سرد العديد من الأنواع الفريدة من الساندويش مثل: ساندويش روبن هود، ساندويش كوكو كراميل، ساندويش بلاك هوك، ساندويش كعكة الملائكة، ساندويش شيري ديب، ساندويش قمة القرفة، ساندويش الأوبرا، ساندويش فلور دي أورانج، ساندويش نيكربوكّر، ساندويش تالي-هو، ساندويش بيسمارك وساندويش جورج واشنطن، على سبيل المثال لا الحصر.
في عام 2019، روجت ماكدونالدز في البرتغال لساندويش في مناسبة عيد الهالوين، وأطلقت إعلانًا سمّته "Sundae Bloody Sundae". وقد أثار هذا الإعلان جدلاً على الشبكات الاجتماعية في الأراضي البريطانية-الأيرلندية بسبب دلالة الاسم على مذبحة "بلاودي صن داي" عام 1972. وبعد غضب وسائل التواصل الاجتماعي، قدمت ماكدونالدز اعتذارًا وسحبت الترويج الذي يحمل هذا الاسم.